# Crushcrushcrush
"Crushcrushcrush" là đĩa đơn thứ 3 trích từ album phòng thu thứ 2 Riot! của nhóm nhạc rock Paramore. Music video chính thức của bài hát được ra mắt trên chương trình TV Total Request Live vào ngày 16 tháng 10 năm 2007. Đĩa đơn "Crushcrushcrush" được phát hành vào cuối năm 2007 (Mỹ) và đầu năm 2007 (Anh). Đĩa đơn này có mặt tại Anh để phát hành dưới dạng download từ ngày 5 tháng 11 năm 2007 và có thể mua vào ngày 26 tháng 11 năm 2007. "Crushcrushcrush" đã giúp Paramore giành được 1 giải thưởng tại Lễ trao giải Teen Choice Awards cho hạng mục Bài Hát Rock Hay Nhất.
Bài hát "Crushcrushcrush" được chứng nhận đĩa Vàng tại Mỹ vào ngày 17 tháng 9 năm 2008.

## Music video

Nhóm Paramore trong music video "Crushcrushcrush".

Bối cảnh của video này là một hoang mạc cằn cỗi. Nhóm nhạc Paramore đang biểu diễn ở hoang mạc này. Ở xa là 3 tên gián điệp đang theo dõi ban nhạc bằng ống nhòm. Ba tên gián điệp này ở trong 1 căn nhà chỉ có vách tường mà không có cửa cũng như mái nhà. Cuối video là cảnh 3 tên gián điệp đập phá các dụng cụ chơi nhạc của nhóm như trống, ghita. Video được đạo diễn bởi Shane Drake.
Video "Crushcrushcrush" này được phát trong chương trình quảng cáo trên TV cho sản phẩm của Apple là iPod Touch.
Tại lễ trao giải MTV Video Music Awards 2008, video này có 1 đề cử cho hạng mục Video Rock xuất sắc nhất, nhưng "Shadow of the Day" của Linkin Park đã đánh bại "Crushcrushcrush" để thắng giải tại hạng mục này.

## Danh sách bài hát
| CD  | CD                                  | CD         |
| STT | Nhan đề                             | Thời lượng |
| --- | ----------------------------------- | ---------- |
| 1.  | "Crushcrushcrush" (phiên bản album) |            |

| 7-inch 1 | 7-inch 1                 | 7-inch 1   |
| STT      | Nhan đề                  | Thời lượng |
| -------- | ------------------------ | ---------- |
| 1.       | "Crushcrushcrush"        |            |
| 2.       | "Misery Business" (live) |            |

| 7-inch 2 | 7-inch 2                                        | 7-inch 2   |
| STT      | Nhan đề                                         | Thời lượng |
| -------- | ----------------------------------------------- | ---------- |
| 1.       | "Crushcrushcrush"                               |            |
| 2.       | "For a Pessimist, I'm Pretty Optimistic" (live) |            |

## Xếp hạng
| Xếp hạng (2007)                      | Vị thứ |
| ------------------------------------ | ------ |
| Finnish Singles Chart                | 4      |
| New Zealand RIANZ Singles Chart      | 32     |
| U.S Billboard Hot 100                | 54     |
| U.S Billboard Pop 100                | 43     |
| U.S Billboard Hot Modern Rock Tracks | 4      |
| UK Singles Chart                     | 61     |